# Jesenný (železniční zastávka)
Jesenný je železniční zastávka v Bohuňovsku, části obce Jesenný. Zastávka leží na železniční trati Železný Brod – Tanvald. V roce 2018 zde zastavovaly všechny po tomto úseku vedené vlaky, tj. osobní vlaky (pouze na znamení) a rychlíky.

## Historie
Stanice byla otevřena již se zprovozněním tratě, v roce 1875. V té době nesla německý název Engenthal. Stanice byla dvoukolejná, druhá kolej byla kusá a obsluhovala nákladiště.
Později došlo k rozšíření, po kterém volali zástupci obcí Jesenný a Bozkov od roku 1900. V roce 1914 byla na tanvaldské zhlaví umístěna výhybka, díky které mohla být kusá kolej zprůjezdněna. V roce 1915 byla zprovozněna třetí průběžná dopravní kolej a v roce 1919 byla do stávající podoby upravena přijímací budova.
Přednosta stanice zde dosloužil v roce 1994. 1. června 1997 byla výrazně omezena služba výpravčích na osm hodin v pracovní dny. Již za necelý rok, 24. května 1998, společně se změnou dopravce, zde byli výpravčí zrušeni úplně. Dne 1. října 2000 byla stanice přeměněna na zastávku s nákladištěm. Tanvaldské zhlaví v té době prošlo redukcemi, při níž byly odstraněny obě výhybky. V září 2014 byly odstraněny výhybky i na železnobrodském zhlaví, odbočné koleje tak zůstaly odpojeny a zastávka je od té doby pouze jednokolejná.

## Popis
Staniční budova je neobsazená a v 1. patře obydlená. Jediné nástupiště je sypané s betonovým obrubníkem. Osvětlení je zajištěno několika nízkými lampami.
Přístup do žádné části zastávky není bezbariérový. V zastávce je instalován informační systém INISS dálkově řízený z nádraží Liberec.

## Galerie

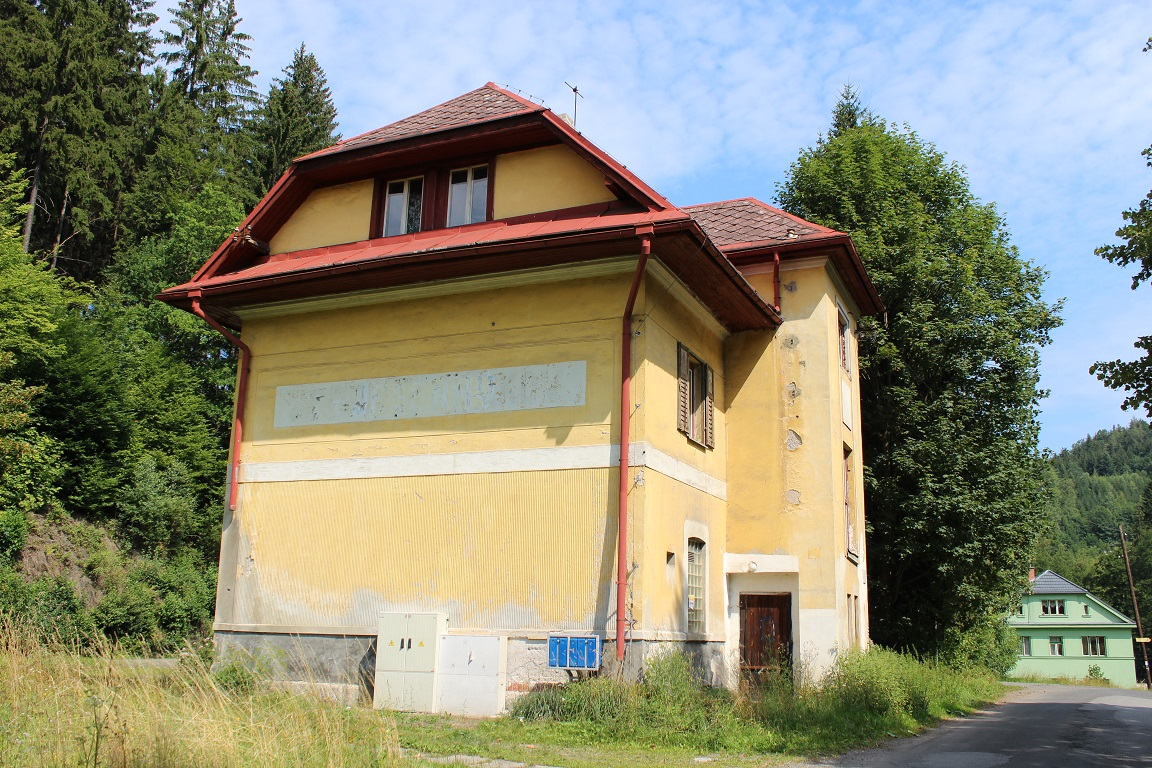
Staniční budova z místní komunikace
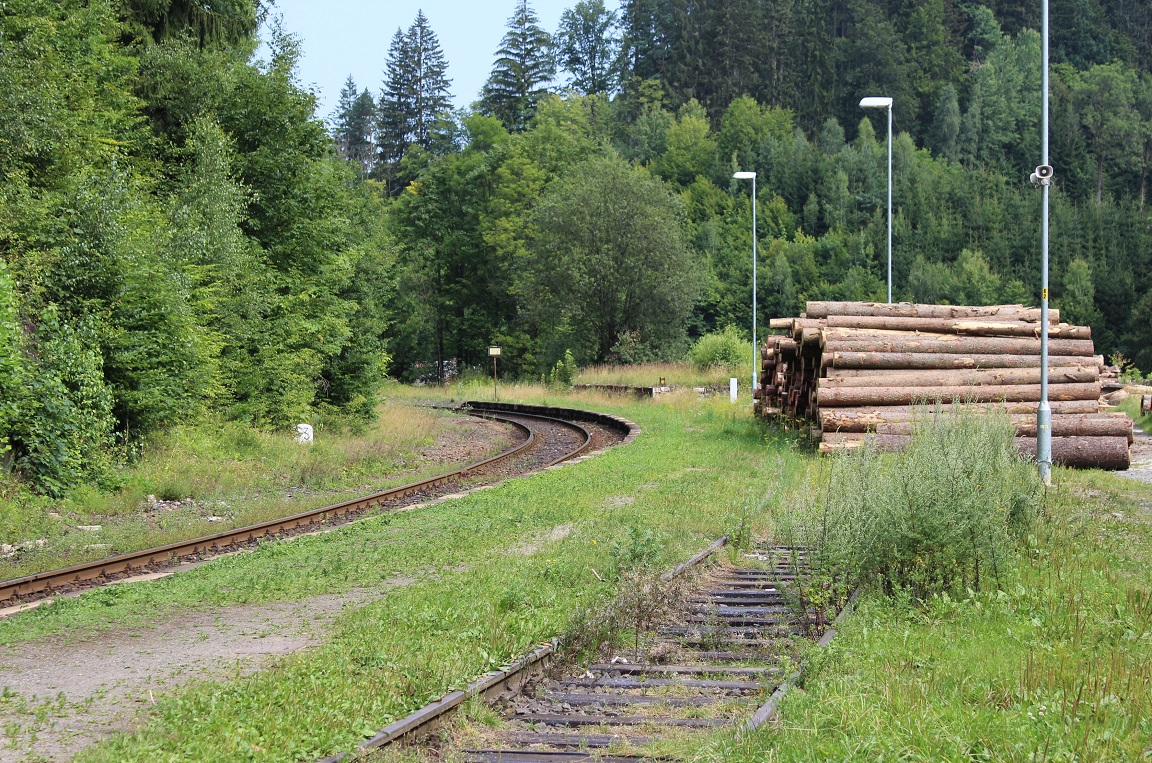
Pohled směrem k bývalému nákladišti
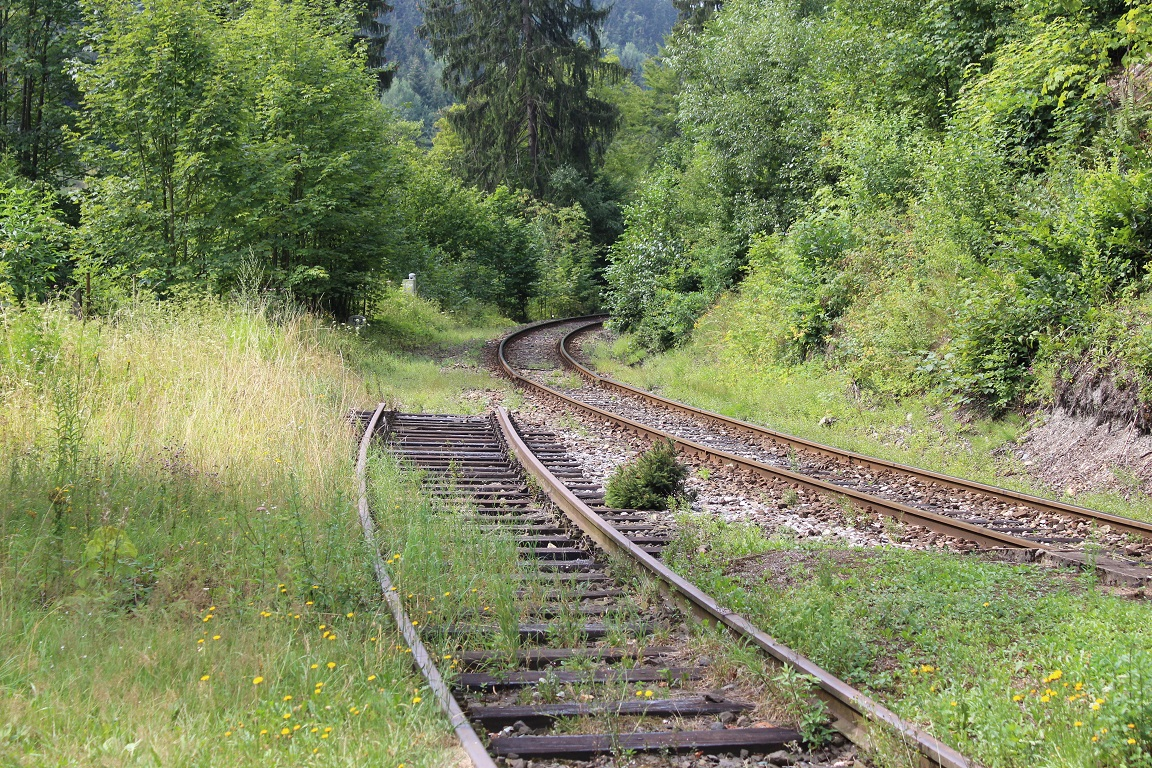
Ukončení bývalé první dopravní koleje
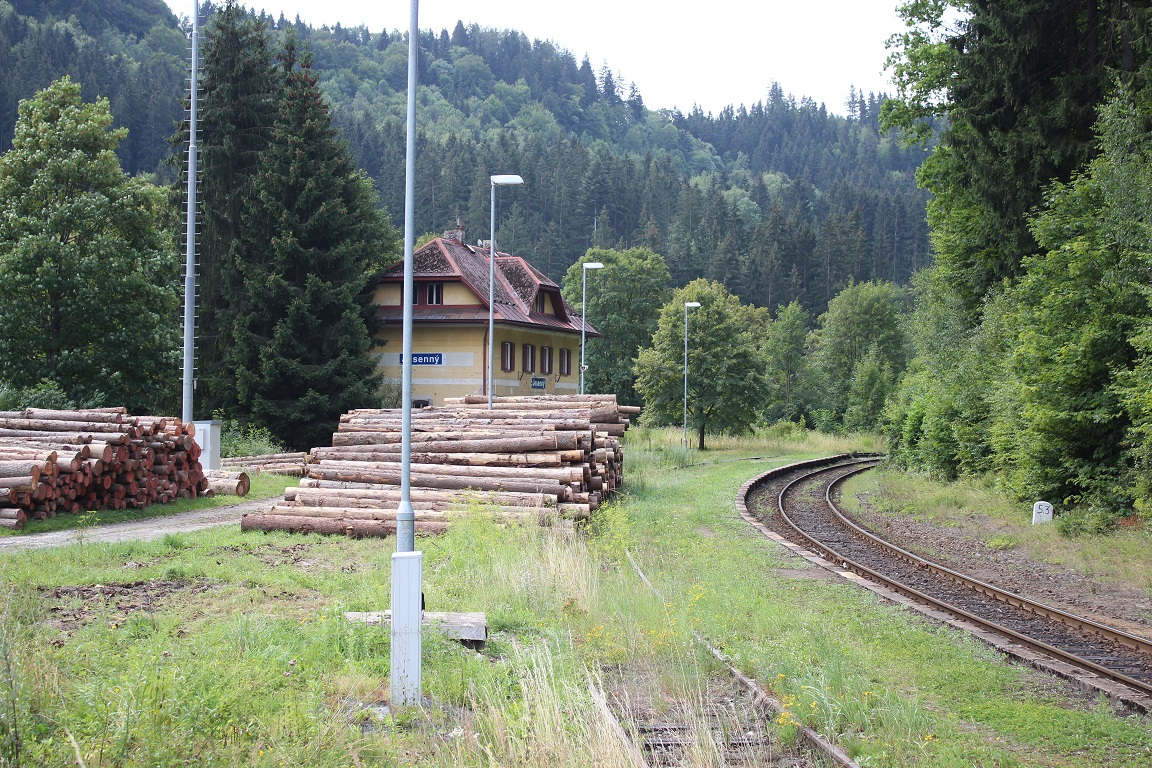
Celkový pohled od bývalého nákladiště
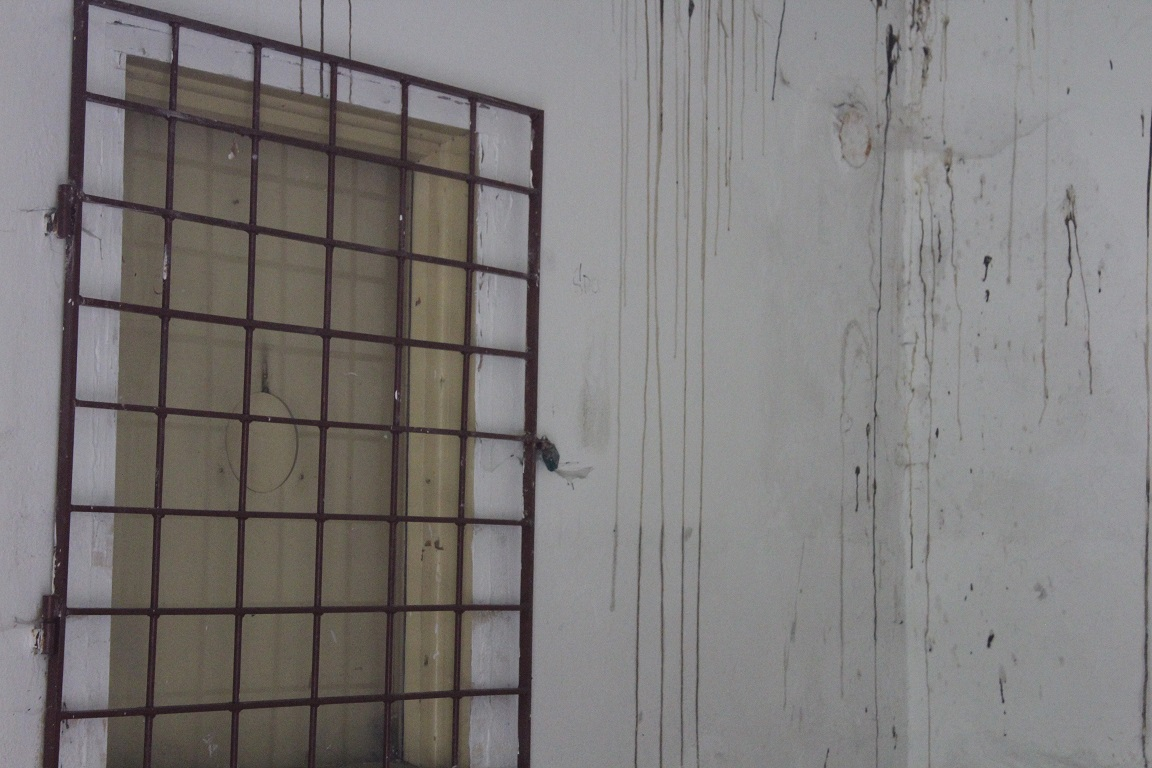
Uzavřené okno výdeje jízdenek